# Untîlivka, Bârzula
Untîlivka (în ucraineană Унтилівка) este un sat în comuna Ocna din raionul Bârzula, regiunea Odesa, Ucraina.

## Demografie
Componența lingvistică a localității Untîlivka
     Ucraineană (75,47%)
     Română (22,64%)
     Belarusă (1,89%)
Conform recensământului din 2001, majoritatea populației localității Untîlivka era vorbitoare de ucraineană (75,47%), existând în minoritate și vorbitori de română (22,64%) și belarusă (1,89%).

## Vezi și
- Românii de la est de Nistru